# Unterseeboot 13 (1935)
Pour les articles homonymes, voir Unterseeboot 13.
Le Unterseeboot 13 ou U-13 est un sous-marin allemand (U boot) de type II.B utilisé par la Kriegsmarine pendant la Seconde Guerre mondiale.
Comme les sous-marins de type II étaient trop petits pour des missions de combat dans l'océan Atlantique, il a été affecté dans la Mer du Nord et la Mer Baltique.

## Présentation
Mis en service le 30 novembre 1935, l'U-13 a servi comme sous-marin d'active pour les équipages de 1935 à 1939 au sein de la 1. Unterseebootsflottille. Il réalise sa première patrouille, quittant le port de Wilhelmshaven, le 25 août 1939, sous les ordres du Kapitänleutnant Karl Daublebsky von Eichhain.
Sa neuvième et dernière patrouille commence le 25 mai 1940 au départ de Kiel sous les ordres de l'Oberleutnant zur See Max-Martin Schulte. Après 6 jours en mer, le 31 mai 1940, l'U-13 est coulé dans la Mer du Nord à 11 miles au sud-est de Lowestoft à la position géographique de 52° 26′ N, 2° 02′ E, par des charges de profondeurs lancées du sloop britannique HMS Weston. Les 26 membres d'équipage sortent indemnes de cette attaque.

## Affectations
- Unterseebootsflottille "Weddigen" du 1er novembre 1935 au 1er août 1939 à Kiel en service active
- 1. Unterseebootsflottille du 1er septembre 1939 au 31 décembre 1939 à Kiel en service active
- 1. Unterseebootsflottille du 1er janvier 1940 au 31 mai 1940 à Kiel en service active

## Commandements
- Kapitänleutnant Hans-Gerrit von Stockhausen du 30 novembre 1935 au 30 septembre 1937
- Kapitänleutnant Karl Daublebsky von Eichhain du 1er octobre 1937 au 5 novembre 1939
- Heinz Scheringer du 6 novembre 1939 au 2 janvier 1940
- Oberleutnant zur See Wolfgang Lüth du 16 au 28 décembre 1939
- Max-Martin Schulte du 3 janvier au 31 mai 1940

Nota: Les noms de commandants sans indication de grade signifie que leur grade n'est pas connu avec certitude à notre époque à la date de la prise de commandement.

## Patrouilles[1]
1ère Patrouille:
Départ:  25 Août 1939 - Wilhelmshaven
Arrivée: 31 Août 1939 - Wilhelmshaven
2ème Patrouille:
Départ:  2 Septembre 1939 - Wilhelmshaven
(mouillage de mines devant Orford Ness (en) - Angleterre )
Arrivée:  6 Septembre 1939 - Wilhelmshaven
3ème Patrouille:
Départ: 11 Septembre 1939 - Wilhelmshaven
Arrivée:  3 Octobre 1939 - Kiel
4ème Patrouille:
Départ:  25 Octobre 1939 - Kiel
Arrivée: 3 Novembre 1939 - Kiel
5ème Patrouille:
Départ:  15 Novembre 1939 - Kiel
Arrivée: 25 Novembre 1939 - Kiel
6ème Patrouille:
Départ:  9 Décembre 1939 - Kiel
(mouillage de mines au large de Dundee - Écosse )
Arrivée: 14 Décembre 1939 - Wilhelmshaven
7ème Patrouille:
Départ:  24 Janvier 1940 - Wilhelmshaven
Arrivée: 5 Février 1940 - Wilhelmshaven
8ème Patrouille:
Départ:  16 Février 1940 - Wilhelmshaven
Arrivée: 29 Février 1940 - Wilhelmshaven
9ème Patrouille:
Départ:  31 Mars 1940 - Wilhelmshaven
Arrivée: 2 Mai 1940 - Wilhelmshaven
10ème Patrouille:
Départ:  26 Mai 1940 - Wilhelmshaven
Arrivée: [Coulé le 31 Mai en Mer du Nord]

## Navires coulés
L'Unterseeboot 13 a coulé 9 navires marchands ennemis pour un total de 28 056 tonneaux et endommagé 3 autres navires pour un total de 26 218 tonneaux au cours des 9 patrouilles (128 jours en mer) qu'il effectua.
| Date              | Nom                     | Nationalité | Tonnage (GRT) | Fait             |
| ----------------- | ----------------------- | ----------- | ------------- | ---------------- |
| 10 septembre 1939 | Magdapur                | Royaume-Uni | 8 641         | Coulé (mine)     |
| 16 septembre 1939 | City of Paris           | Royaume-Uni | 10 902        | Endommagé (mine) |
| 24 septembre 1939 | Phyrné                  | France      | 2 660         | Coulé (mine)     |
| 30 octobre 1939   | Cairnmona (convoi HX 5) | Royaume-Uni | 4 666         | Coulé            |
| 19 novembre 1939  | Bowling                 | Royaume-Uni | 793           | Coulé            |
| 6 janvier 1940    | City of Marseilles      | Royaume-Uni | 8 317         | Endommagé (mine) |
| 31 janvier 1940   | Start                   | Norvège     | 1 168         | Coulé            |
| 1er février 1940  | Fram                    | Suède       | 2 491         | Coulé            |
| 6 février 1940    | Anu                     | Estonie     | 1 421         | Coulé (mine)     |
| 17 avril 1940     | Swainby                 | Royaume-Uni | 4 935         | Coulé            |
| 26 avril 1940     | Lily                    | Danemark    | 1 281         | Coulé            |
| 28 avril 1940     | Scottish American       | Royaume-Uni | 6,999         | Endommagé        |

### Sources
- (en) Cet article est partiellement ou en totalité issu de l’article de Wikipédia en anglais intitulé « German submarine U-13 (1935) » (voir la liste des auteurs).